# Marbach am Neckar
Pour les articles homonymes, voir Marbach.
Marbach am Neckar (Marbach-sur-le-Neckar) est une ville d'Allemagne située à environ vingt kilomètres au nord de Stuttgart entre les vergers et les vignobles au bord du Neckar. Elle appartient à l'État du Bade-Wurtemberg, arrondissement de Ludwigsbourg. C’est une des plus anciennes villes de Wurtemberg avec ses ruelles, ses maisons à colombages et fontaines. Rielingshausen et Siegelhausen sont deux hameaux pittoresques rattachés à Marbach.

## La vieille ville

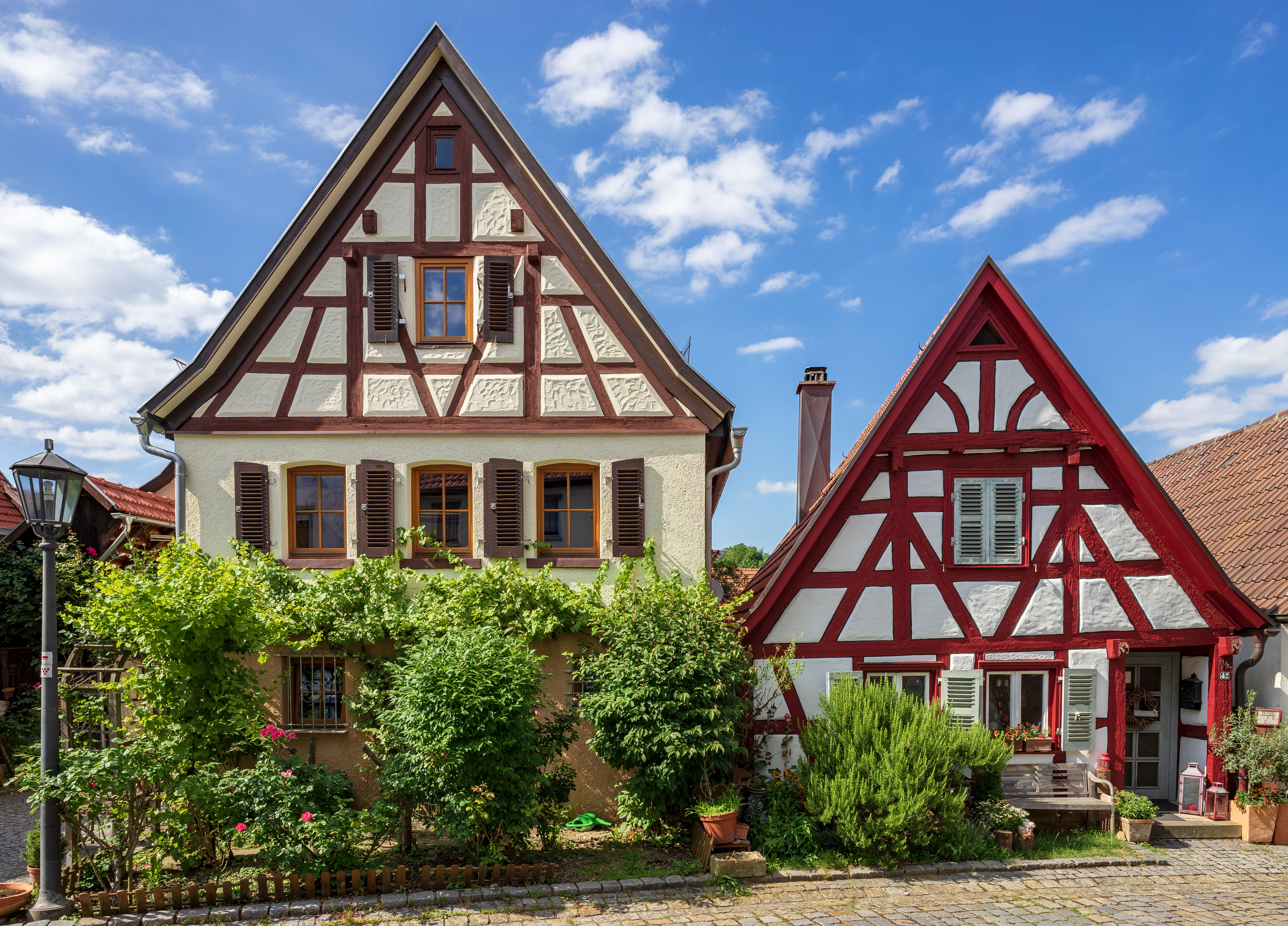
Anciennes maisons à Marbach am Neckar. Celle de droite date du XVIIIe siècle. Photo juin 2018.

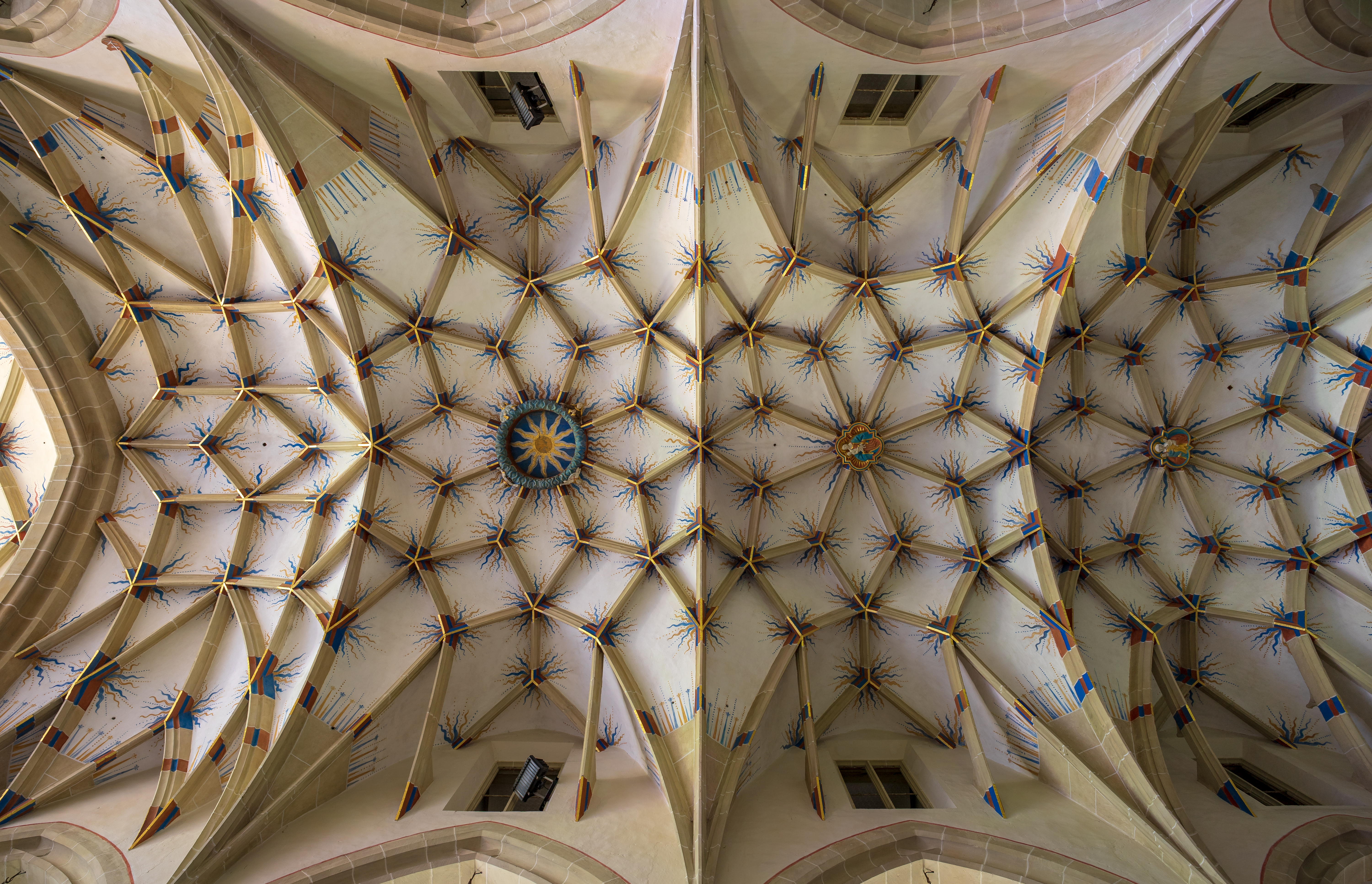
La voûte gothique de l'église Saint Alexandre à Marbach am Neckar. Juin 2018.

La ville historique est entourée de remparts est entièrement classée monument historique depuis 1983. Outre la maison natale de Friedrich von Schiller auquel est consacré un musée, on y trouve celle du mathématicien et astronome Tobias Mayer dont les travaux ont joué un rôle important dans le progrès des sciences naturelles au XVIIe siècle, le moulin à huile Ölmühle Jäger, et la tour-portail Oberer Torturm.
Parmi les principaux monuments de la ville, il convient de citer Alexanderkirche, œuvre de l'architecte Aberlin Jörg, construite entre 1450 et 1490. C'est une des plus belles églises du gothique flamboyant de l’Allemagne du sud-ouest. La nef centrale dépasse considérablement les deux nefs latérales. Elle comporte des colonnes hautes et fines, une voûte réticulée à la structure raffinée qui créent un espace intérieur harmonieux à l'acoustique magnifique. Les clés de voûte du plafond sont particulièrement travaillées. Un grand orgue du facteur Voit-Orgelbau et fils a été installé en 1868. Ehemaliges Gerberhaus, l'ancienne maison des tanneurs, a été construite en 1678 et est la plus ancienne habitation encore intacte de la cité.
La maison natale de Schiller (Schillers Geburtshaus est une simple maison d’artisan. Friedrich Schiller y naquit le 10 novembre 1759. L’association Marbacher Schillerverein l'achète en 1859 à l’occasion du 100e anniversaire de la naissance de Schiller pour la transformer en musée.

## Marbach et la littérature
Le musée national Schiller (Schiller-Nationalmuseum) a été construit dans le parc Schillerhöhe entre 1901 et 1903 sur le modèle des châteaux du baroque tardif et agrandi en 1934. La ville est aussi connue pour recevoir depuis 1955  les Archives littéraires allemandes (Deutsches Literaturarchiv), créées à partir des documents conservés, depuis le début du siècle, au Musée national Schiller. On y trouve des  manuscrits du XVIIIe siècle, des manuscrits originaux des grands auteurs classiques, de la littérature des années 1900 ou des auteurs allemands en exil ; des lettres, tableaux, photographies, sculptures et même des masques mortuaires des poètes ; une remarquable collection d’ouvrages, d’affiches de théâtre et de maisons d’éditions... Les visiteurs peuvent consulter plus de 750 000 ouvrages et 1 100 revues de littérature et d’études littéraires dédiées à la littérature et aux publications allemandes. Les archives replacent l’histoire de la littérature dans son  contexte  historique. Près de 100 000 portraits et illustrations, des collections de dessins et de photographies, des souvenirs laissés par les poètes enrichissent les collections.

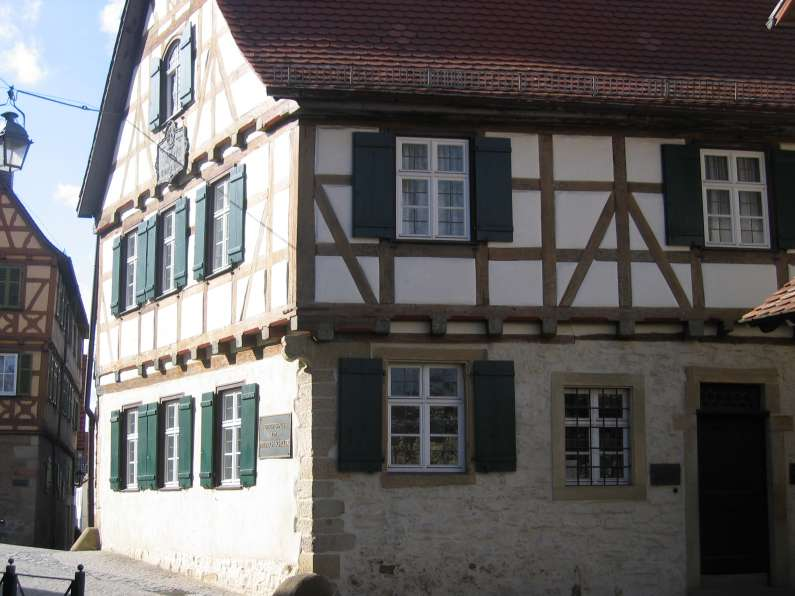
la maison natale de Schiller

En 2005, un Musée de la Littérature Moderne a été inauguré.  On peut y admirer un manuscrit du livre Le procès de Franz Kafka, Berlin, Alexanderplatz » de Döblin,  Karusell  (Carrousel) de Rilke, Steppenwolf (Loup des steppes) de Hermann Hesse,  Sein und Zeit  (L’Être et le temps) de Heidegger, Rosenkavalier  (Cavalier à la rose) de Hofmannsthal,  Emil und die Detektive (Émile et les détectives) de Erich Kästner ainsi que 1400 autres éléments rappelant l’identité culturelle du pays. Le musée a été conçu par l’architecte britannique David Chipperfield. Il s’insère dans le parc de l’édifice abritant les Archives. Il a coûté environ 12 millions d'euros.
Les deux blocs, situés à des hauteurs différentes, présentent des lignes essentielles où l'aspect minimaliste est confié à la série de piliers qui, parfaitement alignés, entourent le centre des édifices. Sa position, voulue pour marquer le passage entre la partie l
Les matériaux employés pour sa construction sont le bois, le verre, le ciment nuance gris clair. La linéarité de l'édifice a en   été voulue pour rendre l'exposition fonctionnelle et pour qu'il s'insère harmonieusement dans le paysage. David Chipperfield a reçu le Stirling Prize 2007, le plus prestigieux prix pour un architecte britannique pour ce musée.

## Histoire de la ville
| Appartenances historiques Comté de Wurtemberg 1302-1442 Comté de Wurtemberg-Stuttgart 1442-1482 Comté de Wurtemberg 1482-1495 Duché de Wurtemberg 1495-1803 Électorat de Wurtemberg 1803–1806 Royaume de Wurtemberg 1806-1871 Empire allemand 1871-1918 République de Weimar 1918–1933 Reich allemand 1933–1945 Allemagne occupée 1945–1949 Allemagne de l'Ouest 1949–1990 Allemagne 1990-présent |

La ville est fondée vers les VIIIe et IXe siècles. Le premier document évoquant la ville date de 972. La ville est alors sous la domination de l'évêque de Spire. L’empereur Frédéric II confirme à l’évêque le droit de marché à Marbach et lui donne le droit d’y frapper monnaie. Au début du XIVe siècle, Marbach devient propriété des comtes de Wurtemberg. La ville devient alors le bastion Nord du Comté de Wurtemberg. Le comte Ulrich V  fait aménager une petite résidence. Si la ville est épargnée par les guerres liées à la Réforme luthérienne, elle souffre un siècle plus tard des ravages de la guerre de trente ans. 
En 1693, Marbach est presque entièrement brûlée par les Français lors de la Guerre de la Ligue d'Augsbourg de 1688 à 1699.  En effet, durant ce conflit, Louvois, secrétaire à la guerre de Louis XIV, avait décidé de faire dévaster systématiquement le Palatinat conquis. Après la guerre, la ville recommence à se développer dans l'ombre de Stuttgart.
En 1900, la centrale hydraulique au bord du Neckar est mise en service. Elle alimente la ville de Stuttgart en électricité.

## Économie
Au début du XIXe siècle, la ville vit de l'agriculture et du petit artisanat. L'industrie du cuir et de l'ameublement se développe sur la base d'ateliers de menuiserie et de tannerie existants. À cela, il faut ajouter la fondation plus récente d'entreprises de métallurgie et de plasturgie ainsi qu'une société de culture de semences, jouissant d'une renommée internationale. L'énergie est aussi un domaine important dans l'économie de Marbach. À la centrale électrique construite au début du siècle, s'ajoute une centrale thermique construite en 1952. Le Energie und Technologiepark Marbach est un parc technologique construit à la fin du XXe siècle et spécialisé dans les prestations de service dans le domaine de l’énergie.  La viticulture est  toujours un secteur économique pourvoyeur d'emplois grâce à la réputation des vins du Neckar.
La ville a acquis aujourd'hui une vocation touristique grâce à son patrimoine. Elle constitue un point de départ par les randonnées pédestres et cyclotouristes dans la vallée du Neckar et du Bottwar.

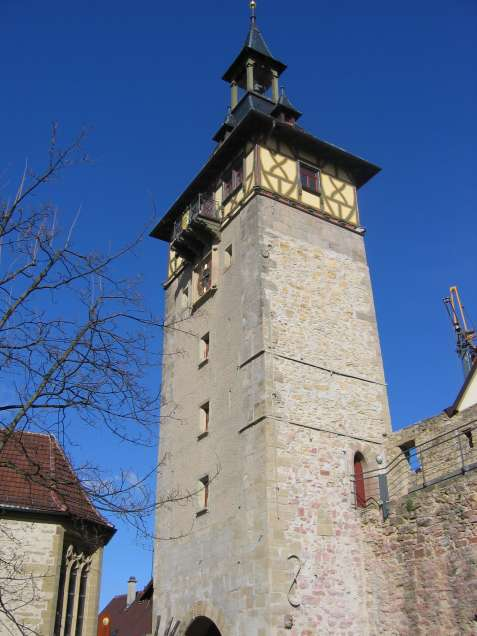
L'Oberer Torturm
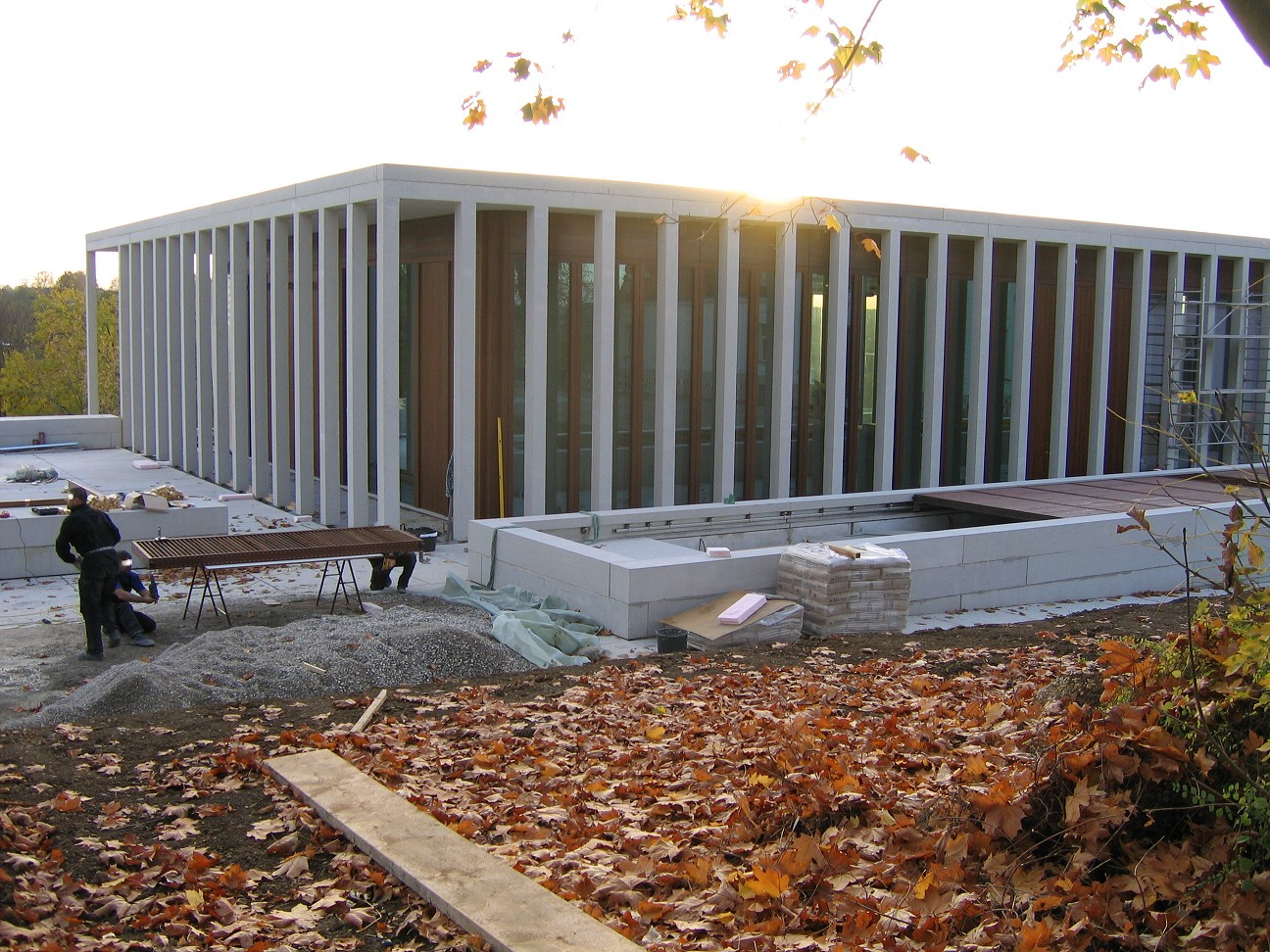
Le musée de la littérature moderne
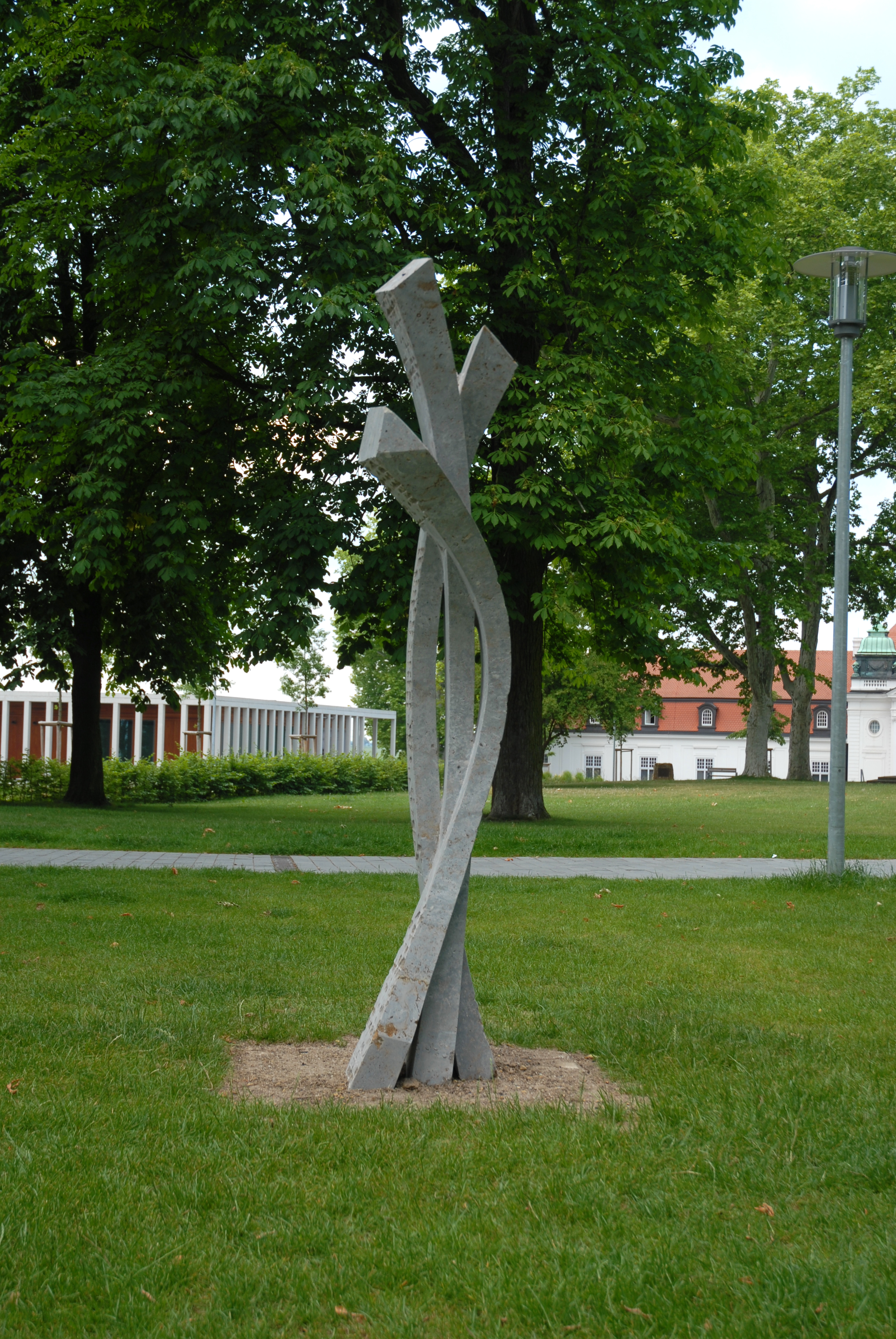
Sculpture de Frank Teufel près du musée

## Jumelage
- L'Isle-Adam (France) depuis 1987
- Washington (Missouri) (États-Unis) depuis 1990
- Tongling (Chine) depuis 2005